# Манево
Манево (пол. Maniewo, нім. Marienau) — село в Польщі, у гміні Оборники Оборницького повіту Великопольського воєводства.
Населення — 449 осіб (2011).
У 1975-1998 роках село належало до Познанського воєводства.

## Демографія
Демографічна структура станом на 31 березня 2011 року:
|          | Загалом | Допрацездатний вік | Працездатний вік | Постпрацездатний вік |
| -------- | ------- | ------------------ | ---------------- | -------------------- |
| Чоловіки | 225     | 47                 | 162              | 16                   |
| Жінки    | 224     | 51                 | 133              | 40                   |
| Разом    | 449     | 98                 | 295              | 56                   |